# Camponotus ethicus
Camponotus ethicus é uma espécie de inseto do gênero Camponotus, pertencente à família Formicidae.